# Drupadia resoluta
Drupadia resoluta är en fjärilsart som beskrevs av Cowan 1974. Drupadia resoluta ingår i släktet Drupadia och familjen juvelvingar. Inga underarter finns listade i Catalogue of Life.